# Râul Viteazu
Râul Viteazu este un curs de apă, afluent al râului Bâlta. 

## Hărți
- Harta Munților Vâlcan  Arhivat în 15 iunie 2011, la Wayback Machine.